# Metropolis (Spiel)
Metropolis ist der Name eines Brettspiels von Sid Sackson, das 1984 im Otto Maier Verlag Ravensburg erschien und auf die Auswahlliste zum Spiel des Jahres gelangte. Bei diesem Spiel halten sich Zufall und strategisches Vorgehen die Waage.

## Material
Neben einem Spielplan und 80 kleinen Grundstückskarten enthält das Spiel 25 verschiedenfarbige und verschieden große Gebäude (Häuser, Schulen, Läden etc.) sowie 6 Wertungstabellen und 140 Plastikchips in 5 Farben.

## Ziel und Verlauf des Spiels
Auf dem mit Grundstücken versehenen Spielplan werden nach und nach Gebäude errichtet, nachdem die Grundstücke zuvor in einer Art Losverfahren verteilt wurden. Je nachdem welche Gebäude auf den Nachbargrundstücken entstehen, verlieren oder gewinnen die Gebäude an Wert. Wer am Ende die höchste Bewertung seiner Bauten erreicht, ist der Sieger. Ohne eine gewisse Zusammenarbeit der einzelnen Mitspieler kann man allerdings keine wohngerechte Stadt erstellen, in der Lebensqualität eine Rolle spielen soll.

## Regeln
Zu Beginn werden abhängig von der Spielerzahl Grundstückskarten verteilt und die Besitzer markieren diese Stellen auf dem Plan mit einem Chip ihrer Farbe. Der Rest der Karten wird neben den Spielplan gelegt, wobei 4 Karten aufgedeckt werden, so dass jeder weiß, welche Grundstücke als Nächstes zu erwerben sind. Anhand der Wertungstabelle kann jeder Spieler sehen, welchen Wert seine Grundstücke und die darauf eventuell zu errichtenden Gebäude besitzen. So ist ein Haus mit Parksicht und am Fluss deutlich wertvoller, als ein Haus in der Nähe einer Fabrik; ein Laden im Zentrum bringt mehr ein als am Rande der Stadt etc.
Reihum darf nun jeder ein neues Grundstück erwerben und darauf bauen, so die Form übereinstimmt und das Gebäude noch vorhanden ist (es gilt: Wer zuerst kommt, baut zuerst!). Bei der Wahl des Grundstücks gilt allerdings ein sogenanntes Nachbarrecht. Während Grundstücke ohne Nachbarn von jedem erworben werden können, dürfen Grundstücke mit einem Nachbarn nur von diesem genommen werden, bei zwei und mehr Nachbarn dürfen alle, je nach Reihenfolge.
Jederzeit dürfen die Mitspieler miteinander verhandeln und Grundstücke tauschen oder ein gemeinsames Bauvorhaben verwirklichen. Beim Bauen wird einfach der Chip vom Grundstück entfernt, das Gebäude passend eingesetzt und zur Kennzeichnung des Besitzers oder der Besitzer ein Chip auf das Teil platziert.

## Spielende
Das Spiel endet, wenn keine Gebäude mehr errichtet werden können, entweder weil keine Bauteile mehr vorhanden sind oder die übrigen Gebäude nicht mehr auf die Grundstücke passen. Nun wird der Wert anhand der Tabelle für jedes Gebäude ermittelt und dem Besitzer (oder mehreren; das Kaufhaus kann nur zu mehreren gebaut werden) gutgeschrieben. Derjenige mit der höchsten Summe ist Sieger.
Die höchste erreichbare Punktezahl scheint 304 zu betragen.